# Lavernat
Lavernat is een gemeente in het Franse departement Sarthe (regio Pays de la Loire) en telt 438 inwoners (1999). De plaats maakt deel uit van het arrondissement La Flèche.

## Geografie
De oppervlakte van Lavernat bedraagt 22,2 km², de bevolkingsdichtheid is 19,7 inwoners per km².
De onderstaande kaart toont de ligging van Lavernat met de belangrijkste infrastructuur en aangrenzende gemeenten.

## Demografie
Onderstaande figuur toont het verloop van het inwonertal (bron: INSEE-tellingen).